# チャールズ・ビーチャー・ウォーレン

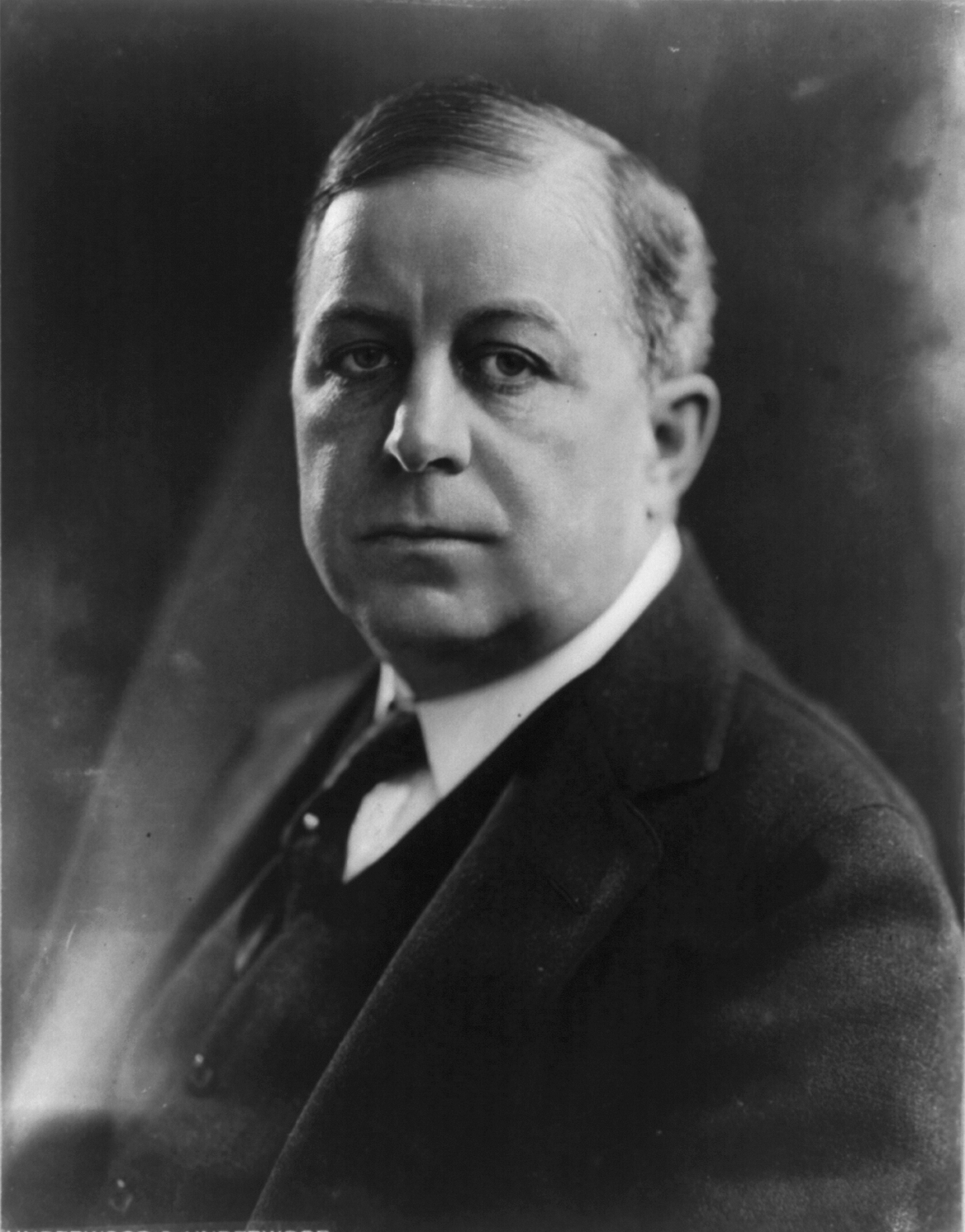
チャールズ・ビーチャー・ウォーレン

チャールズ・ビーチャー・ウォーレン（Charles Beecher Warren, 1870年4月10日 - 1936年2月3日）は、アメリカ合衆国の外交官、政治家。

## 生い立ちと第一次世界大戦
ウォーレンは1870年4月10日にミシガン州ベイシティにおいて誕生した。第一次世界大戦中はアメリカ陸軍に所属し、法務総監部のスタッフとして勤務した。終戦時には中佐の地位に就いており、陸軍殊勲章を授与された。
ウォーレンは1908年、1912年、1916年にミシガン州の代表代理として共和党全国大会に出席した。また1924年、1928年、1932年には正規の代表として同大会に出席した。

## 駐日大使に
ウォーレンは1921年から1922年まで駐日アメリカ合衆国大使を務めた。ワシントン会議を間近に控えていたこともあり、極東地域における軍事秩序の問題から、ウォーレンの日本派遣はアメリカにとって大きな期待だった。
ウォーレンが大使に 着信すると、日米協会会長の金子堅太郎が歓迎夕食会を催した。ウォーレンはその席上ワシントン会議について言及し、それが認識の不一致を解消する絶好の機会だと述べるとともに、日本に対する敬意を率直に表した。
駐日大使時代、ウォーレンは東京以外でも活動を行った。1922年の感謝祭の後、ウォーレンは息子ふたりとともに朝鮮・満州・北京を旅行した。
1923年1月末、ウォーレンが離日することを知った貞明皇后は親しくウォーレンを接見。この後、外務大臣の内田康哉、貴族院議長の徳川家達、前外務次官で駐米大使に指名されたばかりの埴原正直らとともに、宮中でのレセプションに招かれている。

## 駐墨大使
1924年、ウォーレンは駐メキシコ大使を務めた。退任後、カルビン・クーリッジ大統領はウォーレンを2度にわたって司法長官に指名したが、いずれも上院において僅差で棄却された。
1936年2月3日、ウォーレンはミシガン州グロースポイントにおいて死去した。ウォーレンの遺体はデトロイトのエルムウッド墓地に埋葬された。